# 威利斯頓帕克 (紐約州)
威利斯頓帕克（英語：Williston Park）是位於美國紐約州拿騷縣的村。

## 人口
根據2020年美國人口普查的數據，威利斯頓帕克的面積為1.62平方千米，皆為陸地。當地共有人口7591人，而人口密度為每平方千米4,686人。